# باولي ساندستروم
باولي ساندستروم (بالفنلندية: Paul Sandström)‏ هو منافس ألعاب قوى فنلندي، ولد في 25 ديسمبر 1899، وتوفي في 8 أكتوبر 1982.

## وصلات خارجية
- باولي ساندستروم على موقع أوليمبيديا (الإنجليزية)